# 沼島
沼島（ぬしま）は、淡路島の南4.6 km、紀伊水道北西部に浮かぶ島。兵庫県南あわじ市に属し、兵庫県最南端に位置する。面積2.71km2、周囲9.53 km、
最高地点は117.2m。瀬戸内海国立公園の一部。人口389人（2023年5月末現在）。本項ではかつて同区域に所在した三原郡沼島村（ぬしまむら）についても述べる。

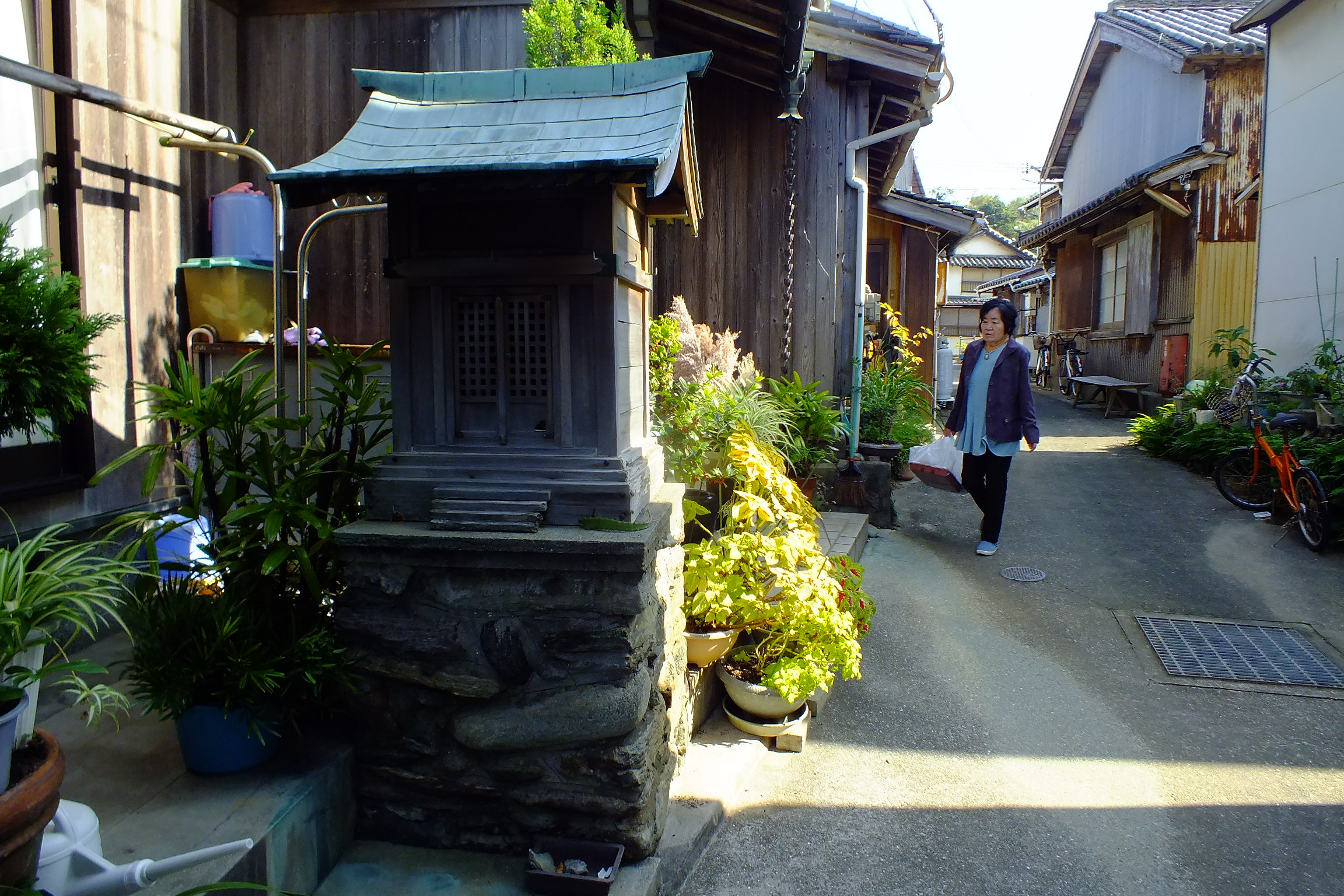
離島であるがゆえに今なお、古い町並みを残す沼島。

## 概要
勾玉形の島で、北西側の真ん中に漁業中心の集落と沼島漁港があり、対岸の南あわじ市灘土生の土生（はぶ）港とは、沼島汽船の定期船「しまかぜ」「しまちどり」で結ばれている。
江戸時代末期に漁業や海運業で最も栄え、1955年（昭和30年）頃までは人口2,500人ほどを擁していたが、その後は人口流出が著しい。
中央構造線の南側に位置するため、淡路島とは異なり全島が三波川変成帯の結晶片岩によって構成され、南岸の海食崖には緑・白・黒など様々な縞模様が現れている。また珍しい同心円状の鞘型褶曲（さやがたしゅうきょく）も見られる。
崖下に磯が発達していることから磯釣りの名所でもある。

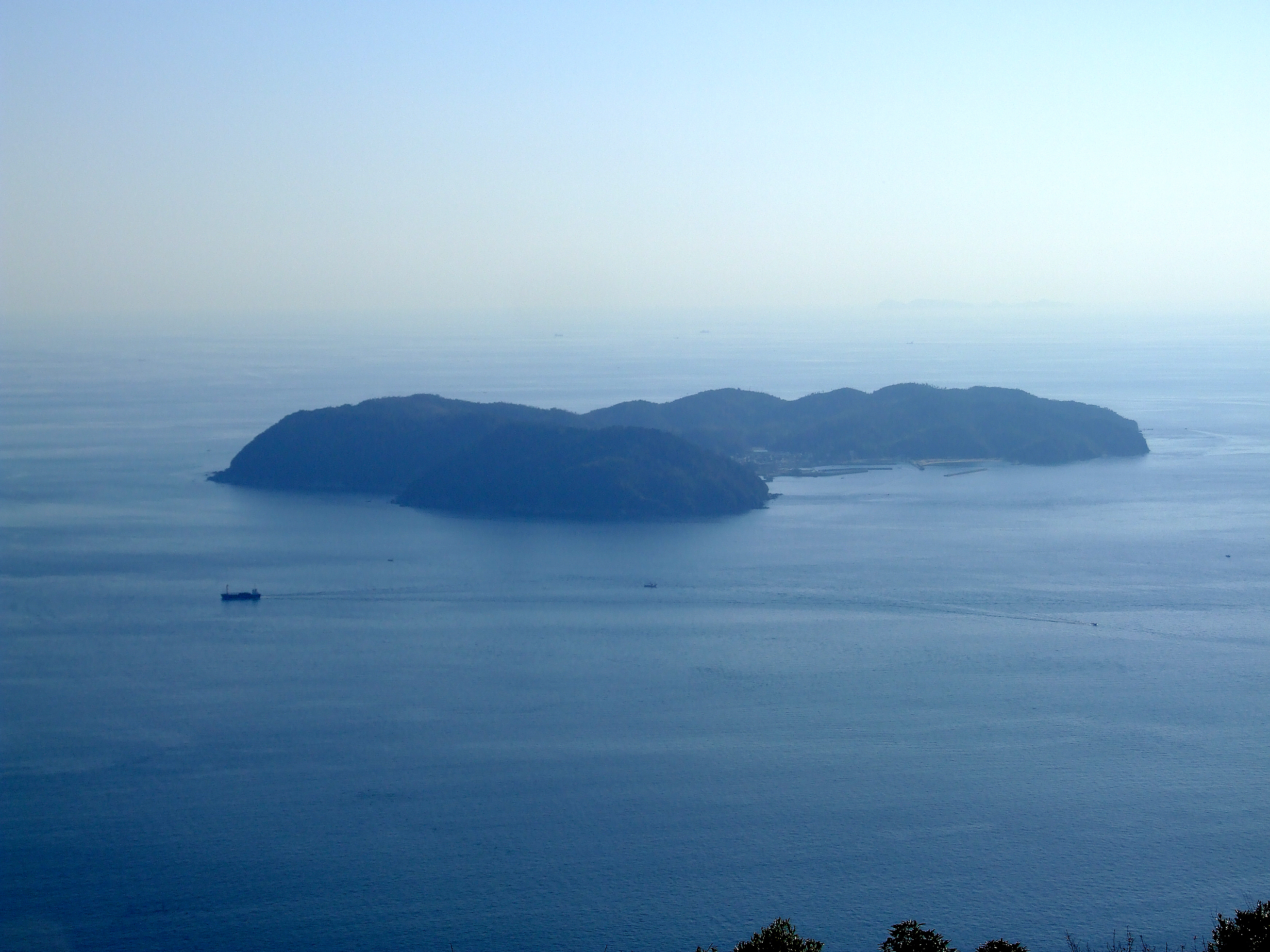
諭鶴羽山から見る沼島

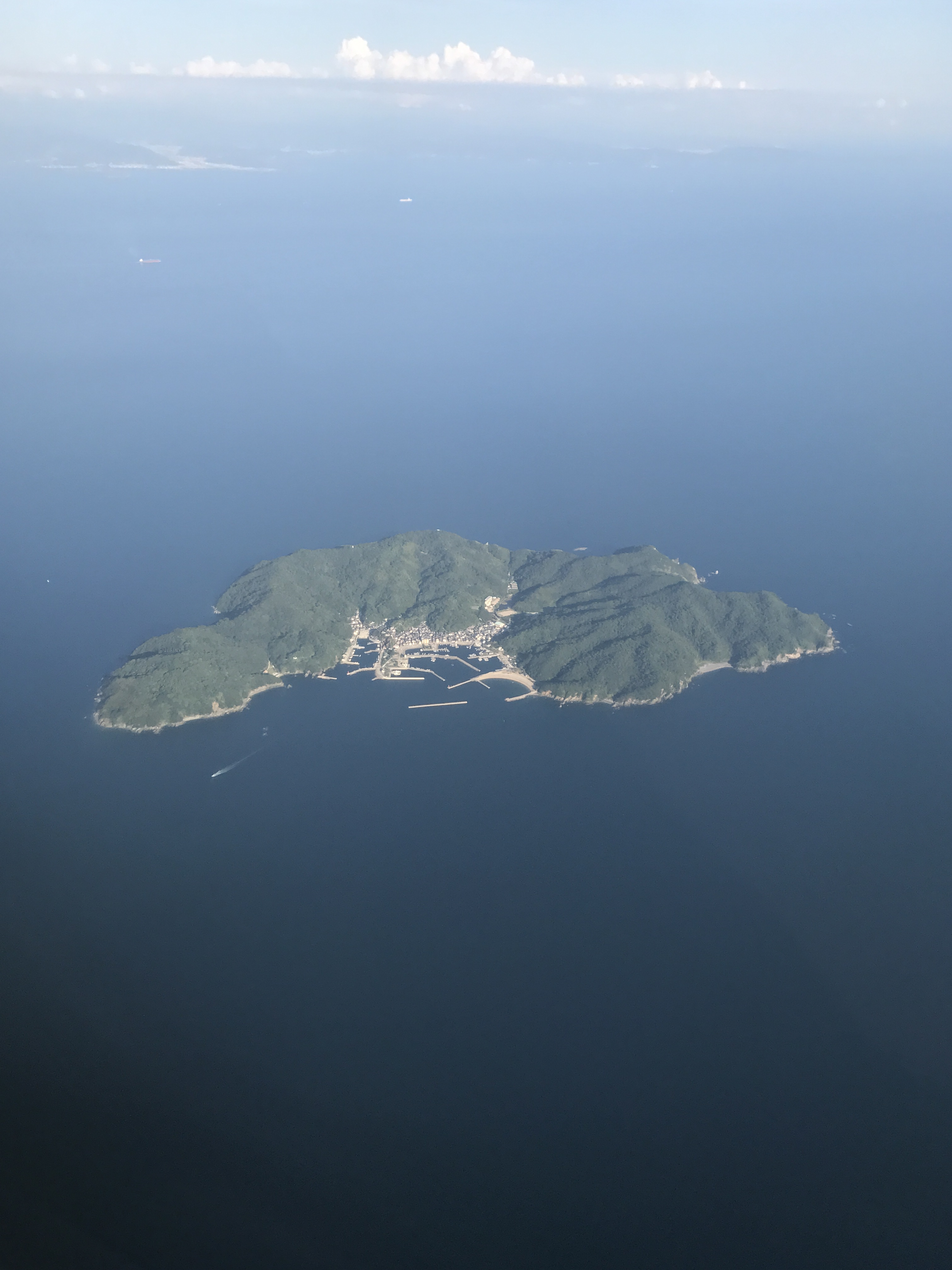
上空を通過する旅客機から見た沼島

注
1. ↑  正式名称は灘漁港[3]。
2. ↑  1994年発見。世界でもこことフランスの2か所でしか見られない。日本の地質百選に選定されている[6]。

## 歴史

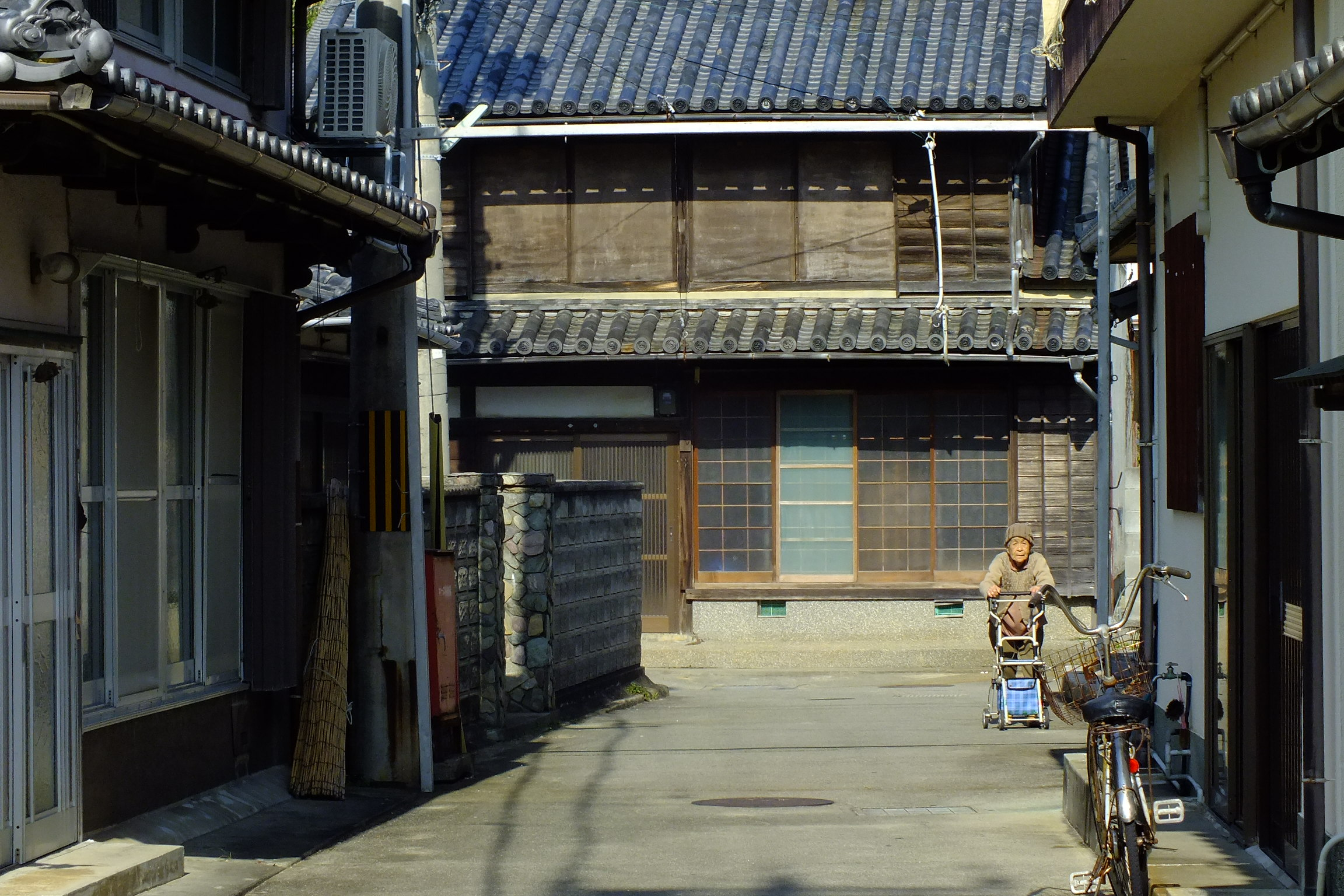
伝統的な家並みを残す地区。

### 沿革
- 幕末時点では三原郡沼島浦が存在。阿波徳島藩領。
- 明治4年7月14日（1871年8月29日） - 廃藩置県により徳島県の管轄となる。
- 明治4年11月15日（1871年12月26日） - 第1次府県統合により名東県の管轄となる。
- 1876年（明治9年）8月21日 - 第2次府県統合により兵庫県の管轄となる。
- 1889年（明治22年）4月1日 - 町村制の施行により、沼島浦が単独で自治体を形成して沼島村となる。
- 1955年（昭和30年）4月29日 - 沼島村が南淡町や福良町と合併し、改めて南淡町が発足[7]。同町沼島となる。
- 2005年（平成17年）1月11日 - 南淡町が緑町、西淡町、三原町と合併して南あわじ市が発足。同市沼島となる。

### 国産み神話
淡路島は、『古事記』では淡道之穂之狭別島（あわじのほのさわけのしま）と書かれ、『日本書紀』では淡路洲と書かれていて、伊弉諾尊（いざなきのみこと）・伊弉冉尊（いざなみのみこと）の産んだものとされる。
この『記紀』によると伊弉諾尊・伊弉冊尊の二神が天上の「天浮橋（あめのうきはし）」に立って、「天沼矛（あめのぬぼこ）」をもって青海原をかき回し、その矛を引き上げたところ、矛の先から滴り落ちる潮が凝り固まって一つの島となった。これがオノゴロ島で、二神はその島に降りて夫婦の契りを結んで国産みを行った。初めに造られたのが淡路島で、その後次々に島を生んで日本国を造られたとされる。おのころ島の所在地については諸説ある。そもそも架空の島であると言う説、淡路島北端の淡路市にある絵島、南あわじ市榎列（えなみ）の自凝島神社のある丘、あるいは淡路島全体であるという説もある。しかし沼島には古来おのころ島の伝えがあり、天沼矛に見立てた奇岩、おのころ山に鎮座して二神を祭る「おのころ神社」が存在するため、沼島とする説もある。

## 経済
沼島漁港の漁業と、島外から訪れる観光客が島の経済を支えている。
沼島漁港は兵庫県管理の第2種漁港で、主にアジ、イカ、タチウオなどが水揚げされている。2008年（平成20年）の水揚げ量は557t、登録漁船数は128隻。
- 沼島海底送水管・送電線 - 対岸の灘地区との間に2条の送水管と関西電力の送電線が敷設されている[10]。

### 山神組
明治時代の末から大正時代にかけて、下関を中心に活動した日本有数の水産会社であった山神組は、沼島出身の山野音吉・鶴松親子と、大阪・ざこばの鮮魚商であった神平商店が共同出資し作った会社で、1918年（大正7年）には「日本水産株式会社」（現・ニッスイ）へ発展した。山野の「山」と神平商店の「神」の1文字ずつをとって「山神組」と名付けられた。山神組は、九州から朝鮮あたりの海で水揚げされた鮮魚類を、東京や京阪神をはじめ、中国・上海にまで卸していた。現在も沼島八幡宮の玉垣の正面にその名が刻まれている。

### 原田定市とはらだ丸

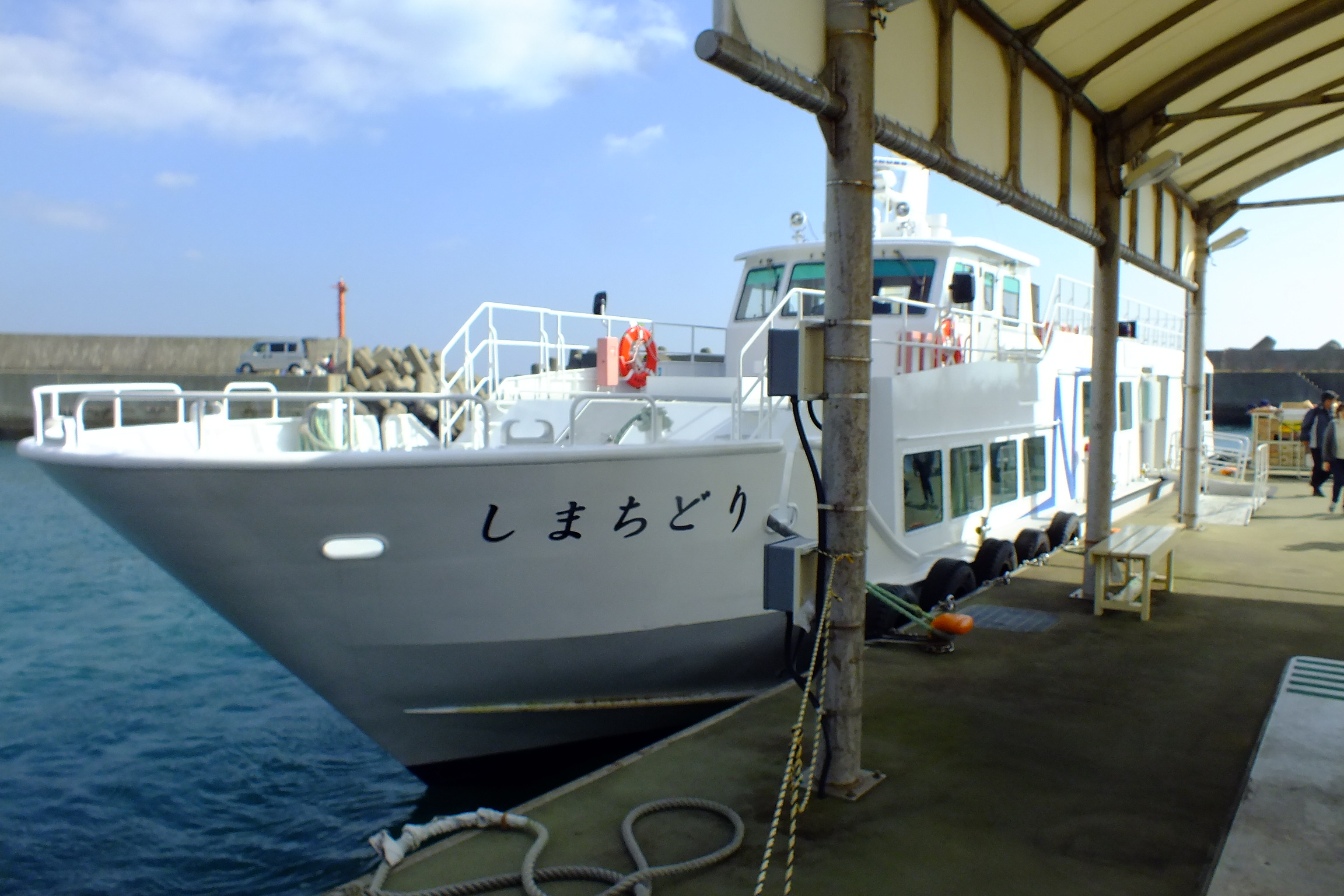
1946年原田定市が始めた木造貨客船「原田丸」は後の沼島汽船の原型となる。

1886年（明治19年）、北阿万村生まれの原田定市は北阿万の役場に勤務していたが、沼島の村長の依頼で沼島に単身赴任し、昼は沼島の役場に勤め、夜は発電所の修理をしていた。当初は3年間の予定だったが、世話好きだった定市はその後46年間に渡り数々の事業に取り組み、82歳で亡くなるまで沼島の発展に貢献した。簡易水道の設置、海底ケーブルの開設、プロパンガスの導入などで、島民から感謝され成功を収めた。中でも、もっとも大きな事業は沼島-洲本航路の開設であった。当時、島民が洲本への往来が不便であったことを、解決しようと59歳の時に開設を決意した。
1946年（昭和21年）、重量21トン、定員30人の木造貨客船「原田丸」を就航させ、のちに「第二はらだ丸」も運航したが老朽化が激しく、新たに重量37トン・定員100人の鉄鋼船の「第三はらだ丸」の運航を始める。建造費は現在の貨幣価値で4,000万円〜8,000万円であった。定市は灘、沼島の人々にとってこの航路の必要性を痛感し、赤字覚悟で私財を投入し「はらだ丸」の経営を続けた。島民は『「第二はらだ丸」と比べると、「第三はらだ丸」は遊覧船のようだ』と言い、涙を流してこの航路を喜んだと伝えられる。これが現在の沼島汽船である。乗船料は200-300円、その後、400円から-600円くらいだった。

### ハモ
関西で食材として人気があるハモの名産地でもあり、京都へも出荷されるほか、島内でハモ料理が味わえる。

### 観光
島内にコンビニは無い。 観光案内を兼ねている「吉甚」（よしじん） のほか、個人商店や食事が出来る店が数軒、旅館・民宿（宿）が3軒ある。
- 沼島おのころクルーズ
- レンタサイクル
- 沼島海水浴場（シャワー・トイレあり）

## 自然と観光スポット

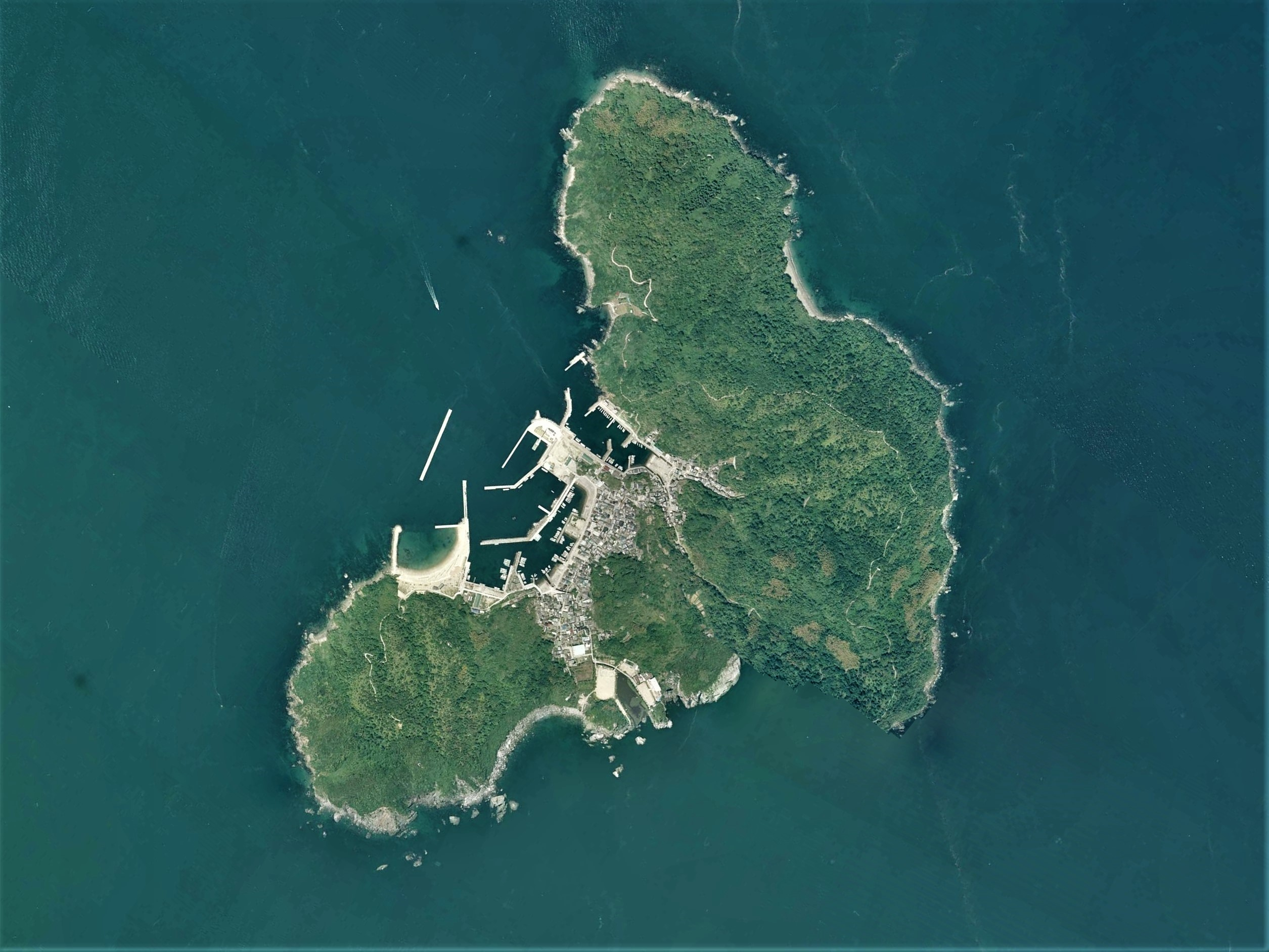
沼島の空中写真。
2004年5月25日撮影の6枚を合成作成。
。

ほぼ全島が瀬戸内海国立公園の特別地域に指定されている。

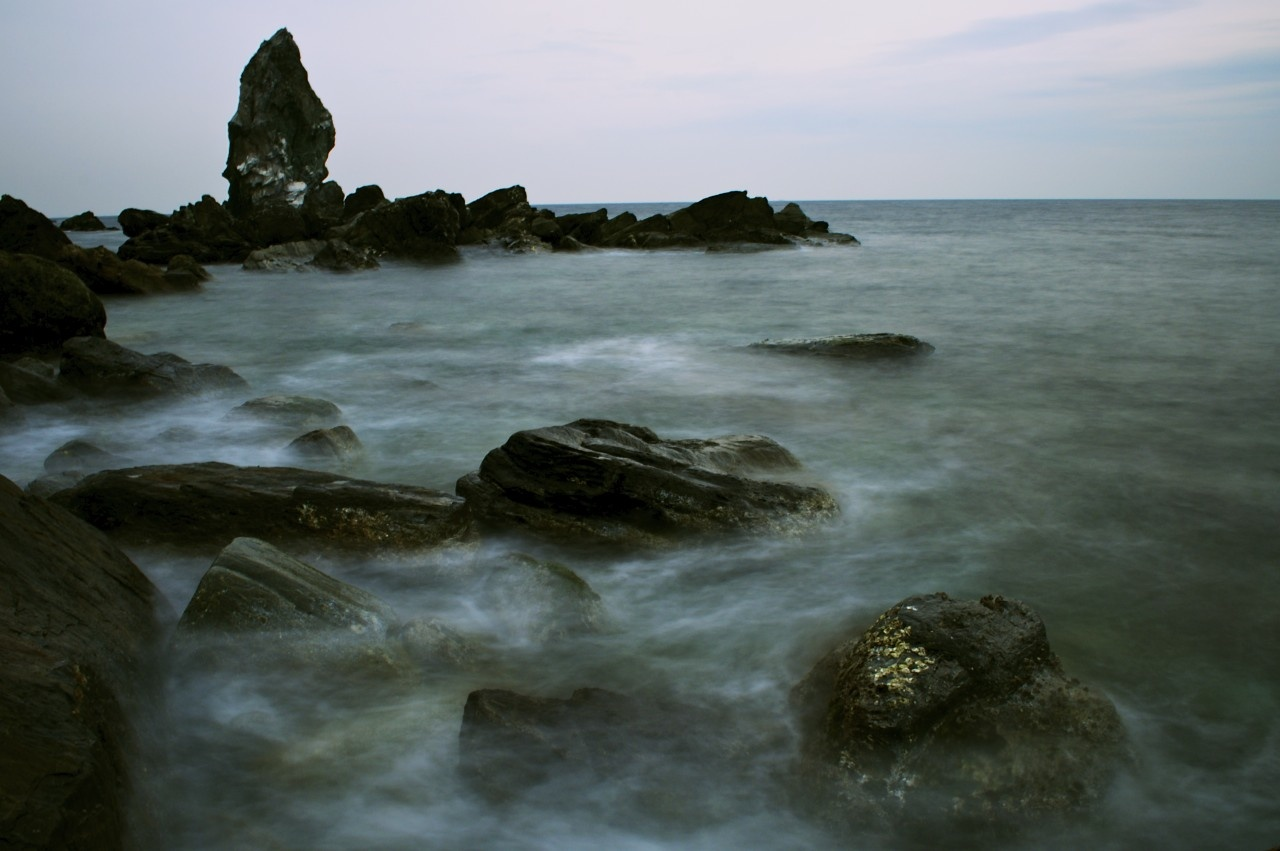
奇岩 - 上立神岩、屏風岩、あみだバエなど

島の南側の海岸線は太平洋の黒潮をまともに受ける場所であり、奇岩・岩礁を形作っている。なかでも高さ約30mの上立神岩（かみたてがみいわ）は「天の御柱」とも言われ、江戸時代に『和漢三才図会』には「龍宮の表門」と書き記されている。
- 上立神岩展望台
- ウミウ越冬地

11月から3月まで越冬するため、ウミウとヒメウが本州北部から飛来して、島の南側の岩棚に数百羽の集団で越冬している。1971年（昭和46年）に兵庫県の天然記念物に指定。ヒメウは日本国内では絶滅の危険が高いとして絶滅危惧IB類 (EN) に指定されている。
- おのころ神社

小高い山の上にあり、この山全体がおのころさんと呼ばれる神体山である。天地創造の神である伊弉諾尊・伊弉冉尊の二神を祀っている。
- 沼島庭園（伊藤邸）

兵庫県下最古の石組みの庭園。別名・鶴亀庭園。足利義稙が沼島在所時に逗留した大寺（おおじ）に作庭したと言う説がある。
- 八角井戸
- 補陀落山 観音寺

淡路西国三十三ヵ所霊場 第六番札所。
- 龍燈山 金剛院 神宮寺

淡路島八十八ヶ所霊場 番外札所、淡路島四十九薬師霊場 第十九番札所。
- 上立神岩

## 施設
- 南あわじ市立沼島中学校（施設併設型小中一貫教育校）
- 南あわじ市立沼島小学校
- 南あわじ市役所 沼島出張所、沼島観光案内所
- 沼島市民総合センター（コミュニティセンター）
- 沼島コミュニティ消防センター
- 沼島ヘリポート（ドクターヘリなどが使用）
- 沼島郵便局（集配業務は2007年3月に南淡郵便局へ移管）
- 沼島漁業協同組合

島内に駐在所は無く、南あわじ市にある兵庫県警南あわじ警察署灘駐在所の管轄。
淡路信用金庫沼島支店は、平成31年1月18日に南あわじ市の阿万支店へ統廃合された。

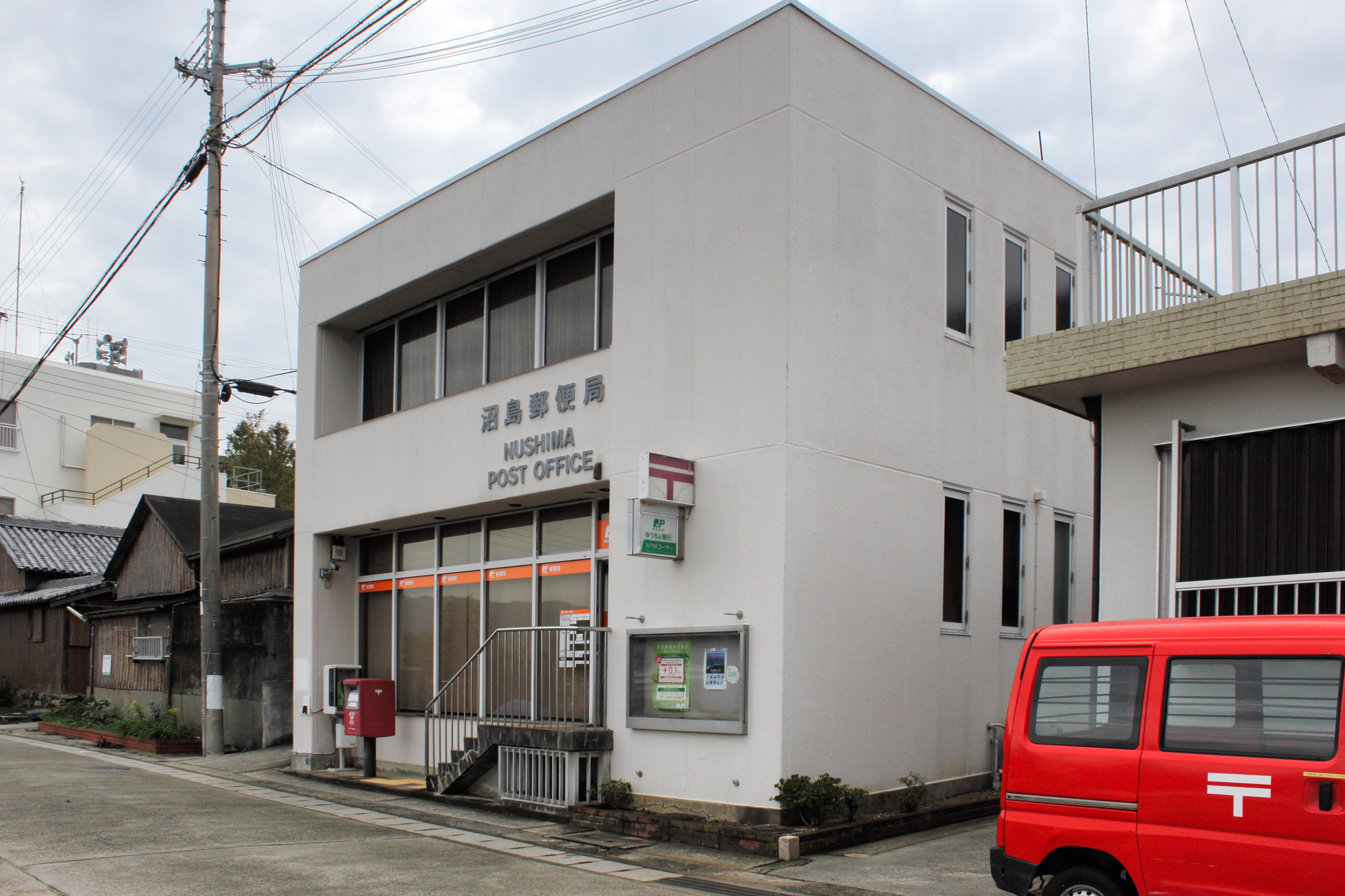
沼島郵便局
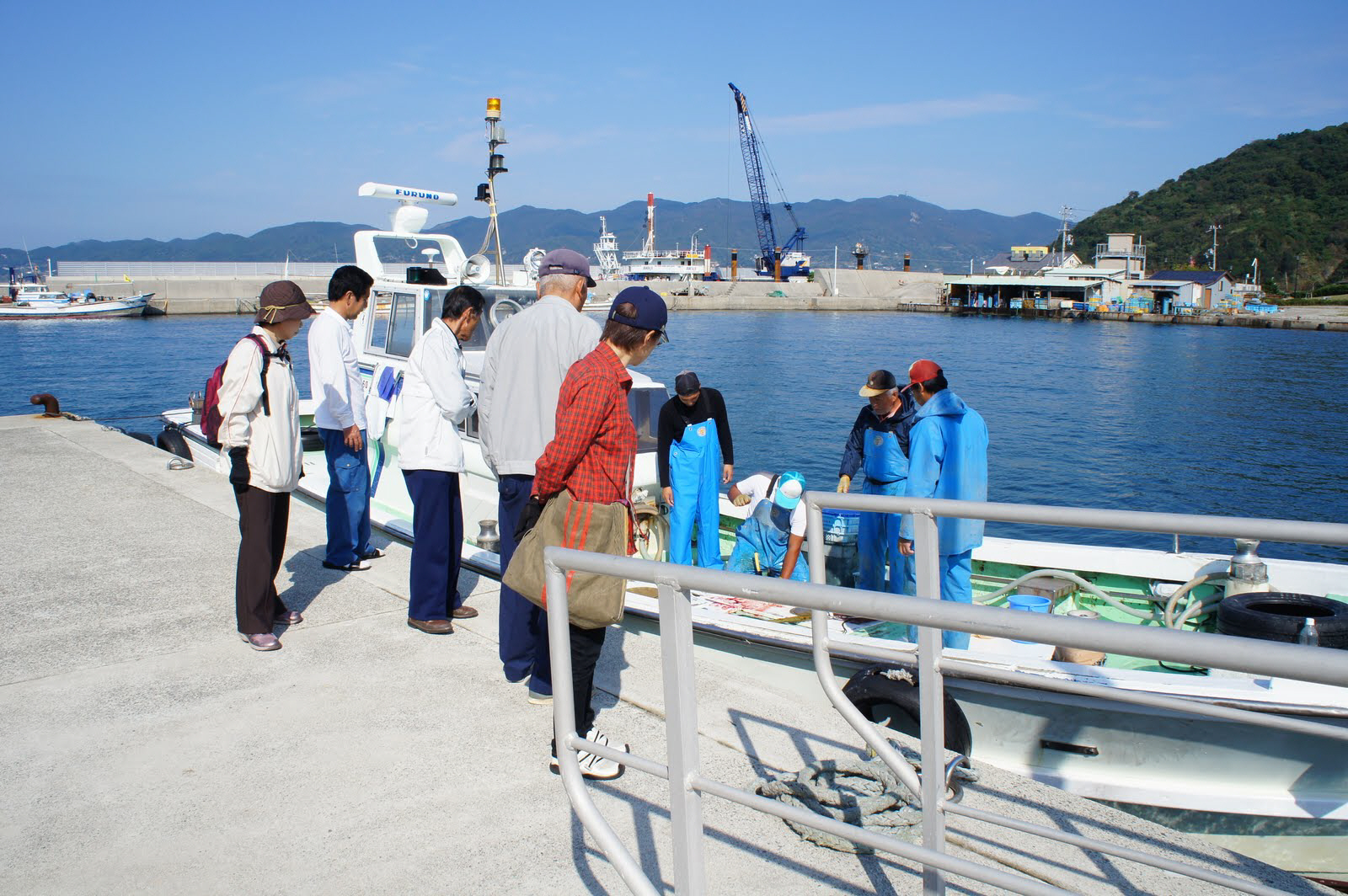
沼島漁港。遠景の山並みは淡路島の諭鶴羽山地。
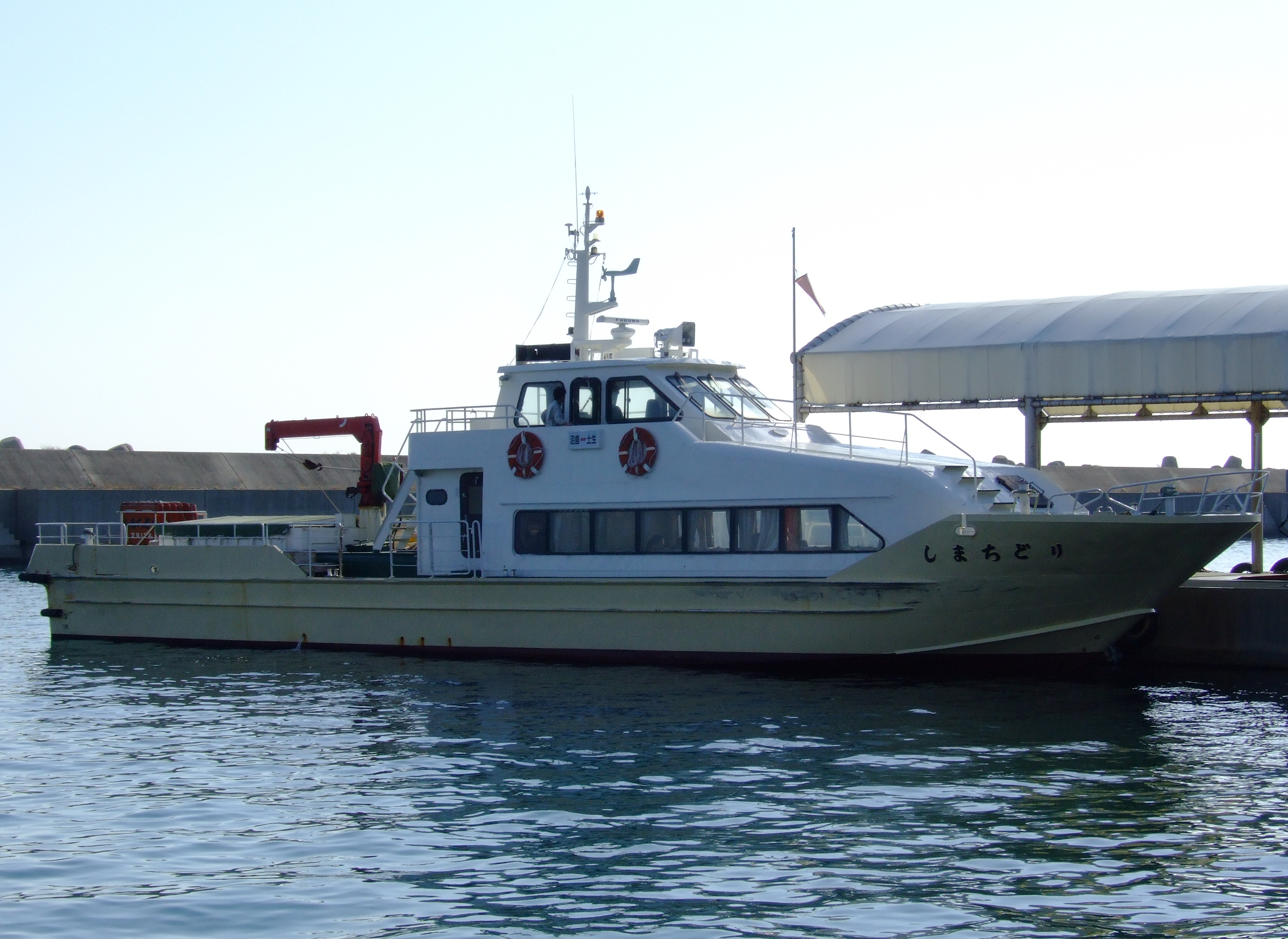
土生港の沼島汽船
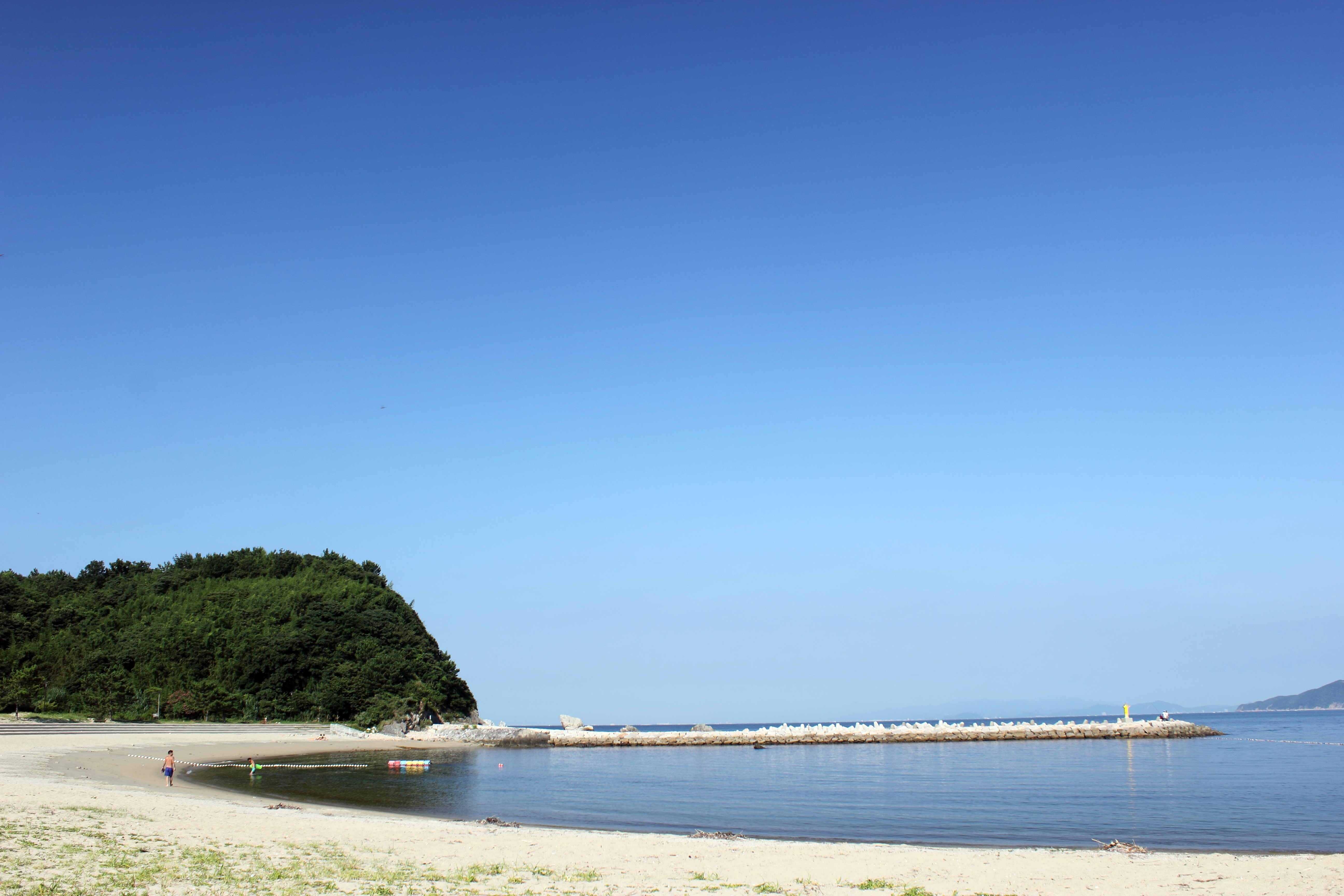
沼島海水浴場
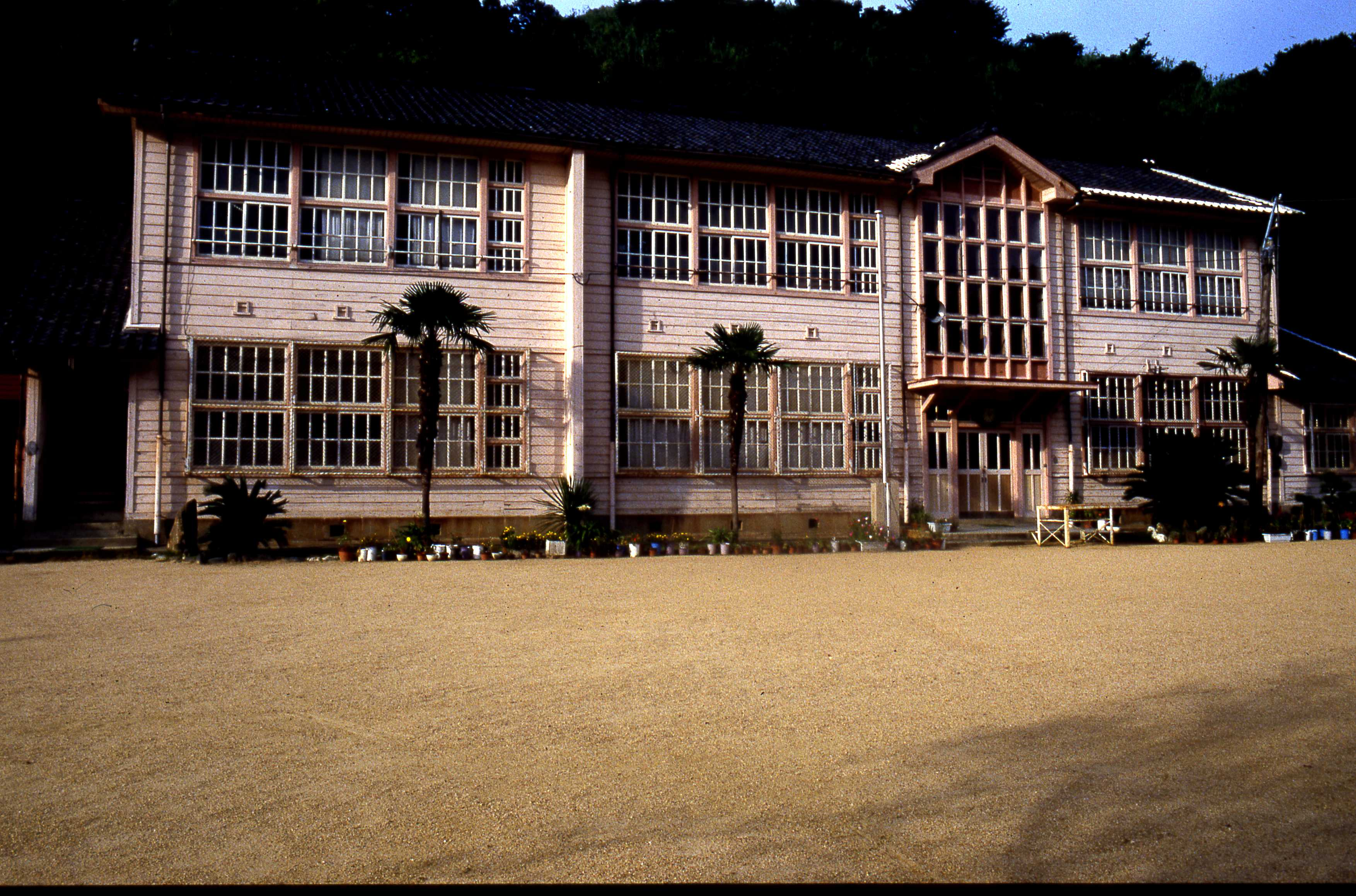
かつての沼島小学校・中学校旧校舎(現存しない)
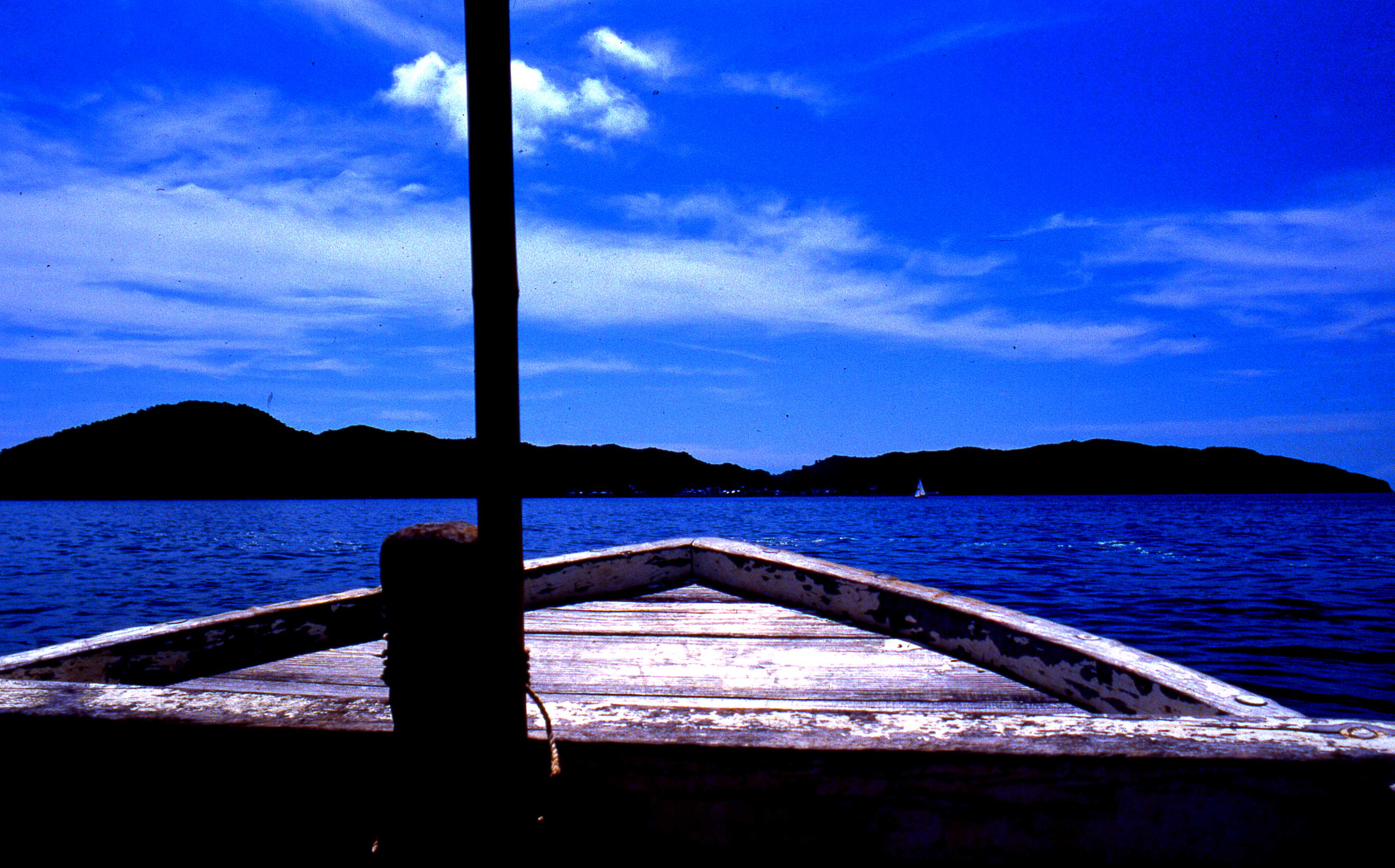
1980年代の渡船と沼島。小型の木造船でしばしば欠航した。
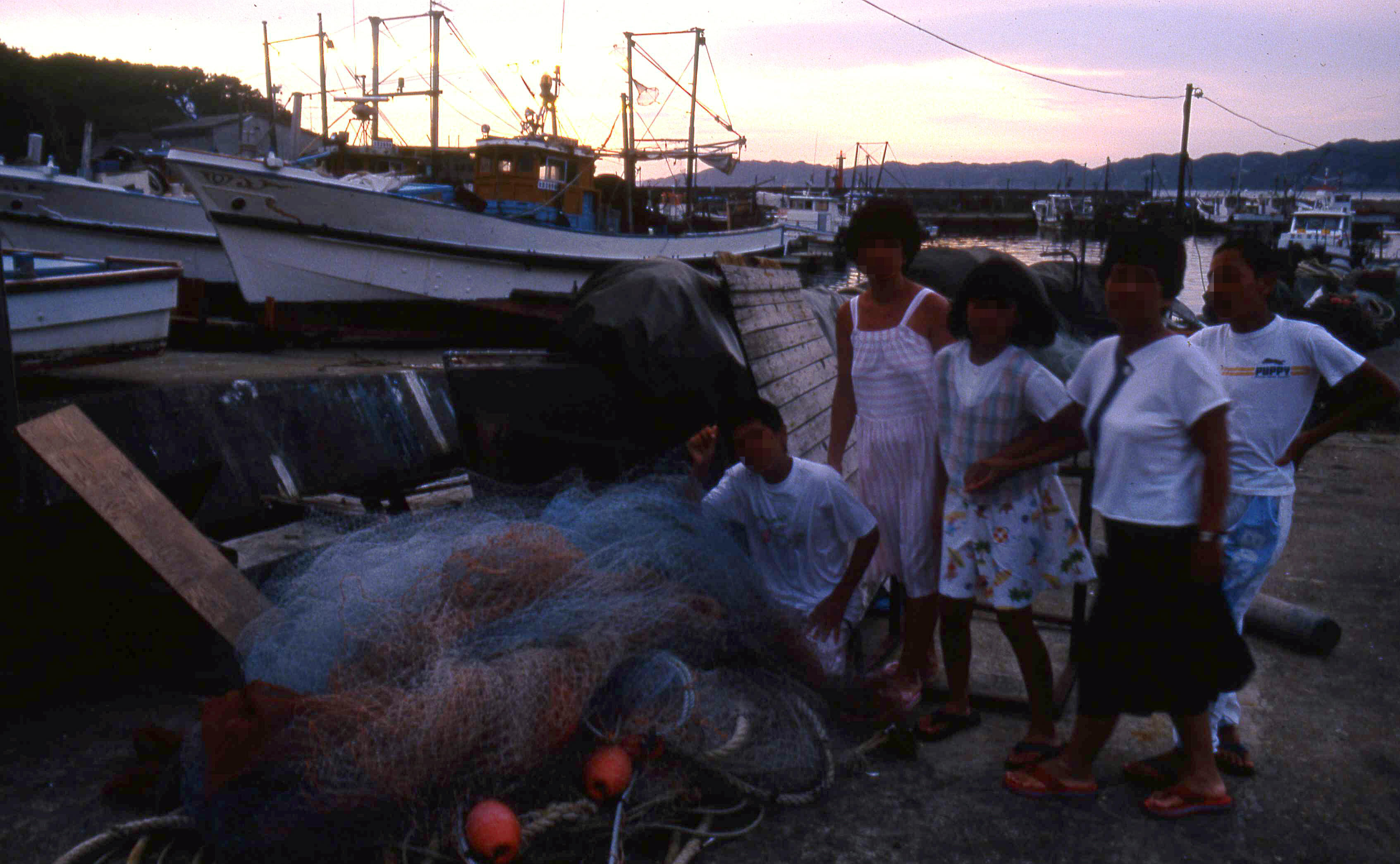
1980年代の沼島港。
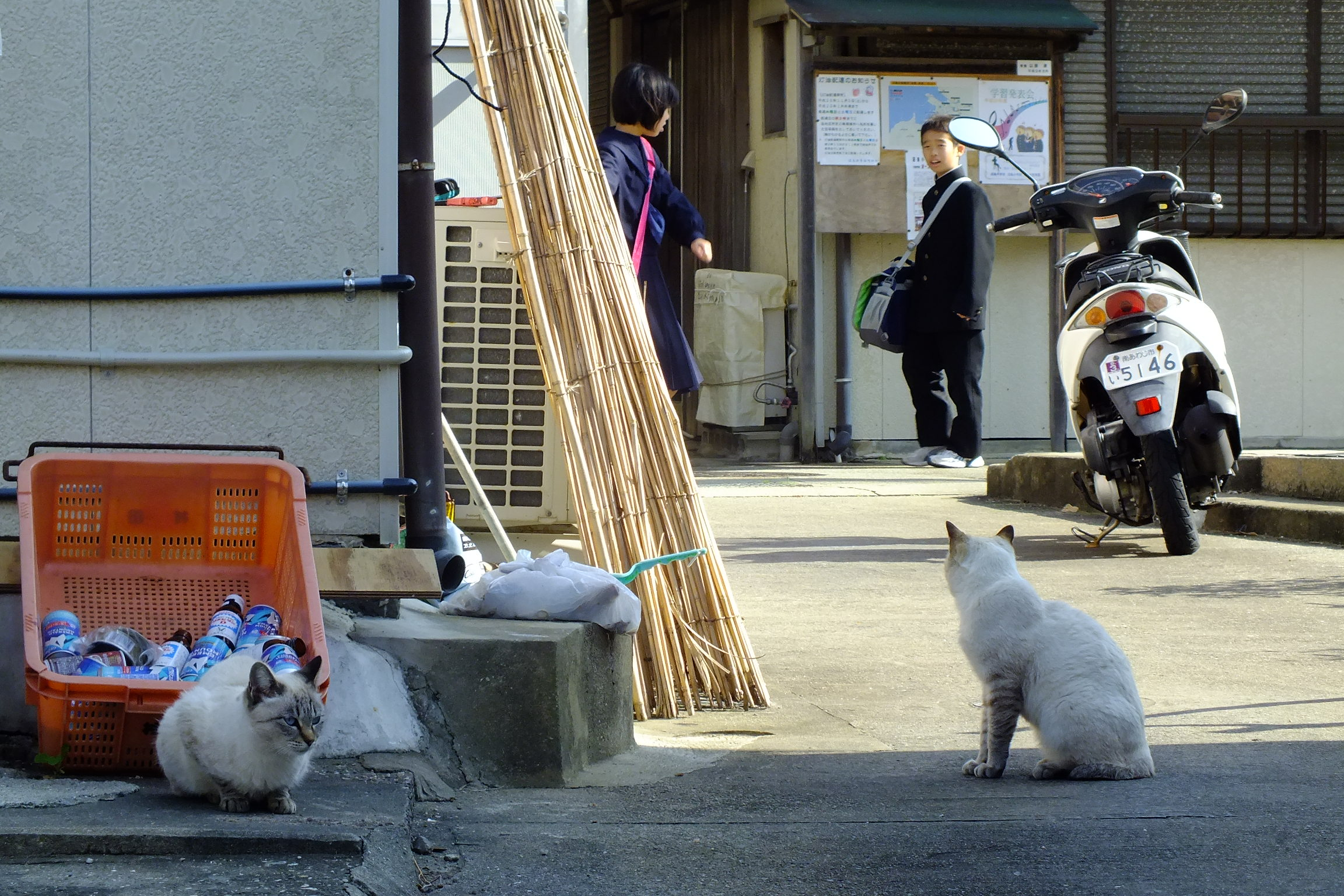
路地裏には多くの地域ネコが闊歩する

## 交通
島外と島内を結ぶ定期航路にはカーフェリーが無いため一部の工事用作業車や軽自動車を除き、島民は主に徒歩や自転車、自動二輪車で移動する。また、島内には信号機が存在しないため、小学校では遠足を兼ねて淡路島島内の信号で使い方を教えている。。兵庫県道482号沼島線が島内を通過する唯一の県道となっている。

### 航路
淡路島の土生港から旅客船（沼島汽船）を利用する。離島支援により沼島漁港に定期船の埠頭（沼島ターミナルセンター）が整備された。なお和歌山下津港や徳島小松島港など本州・四国本土との直接の便はない。
- 沼島汽船
  - 土生港 - 一日10往復。所要時間10分。

土生港の沼島汽船場へは、
- 兵庫県道76号洲本灘賀集線
- バス
  - 洲本バスセンターから洲本市コミュニティバス「上灘沼島線」沼島汽船場前下車。
  - 陸の港西淡バスターミナル・中林病院・国衙（こくが）から南あわじ市コミュニティバス「らん・らんバス（すいせん号）」で沼島汽船場前下車。

#### 過去の航路
過去には洲本線（洲本港）火・木・土のみの週3往復（所要時間52分）や、福良線（福良港）が運航されていたが、旅客数減少により福良線は1997年3月31日に、また洲本線は2016年3月31日に航路休止となった。
洲本 - 土生間は洲本市コミュニティバス「上灘沼島線」による代替となっている。

## 沼島灯台
沼島灯台（ぬしまとうだい）は、兵庫県南あわじ市にある沼島の山頂に立つ白亜塔形コンクリート造の小型灯台。港から徒歩約20分で行ける距離にある。

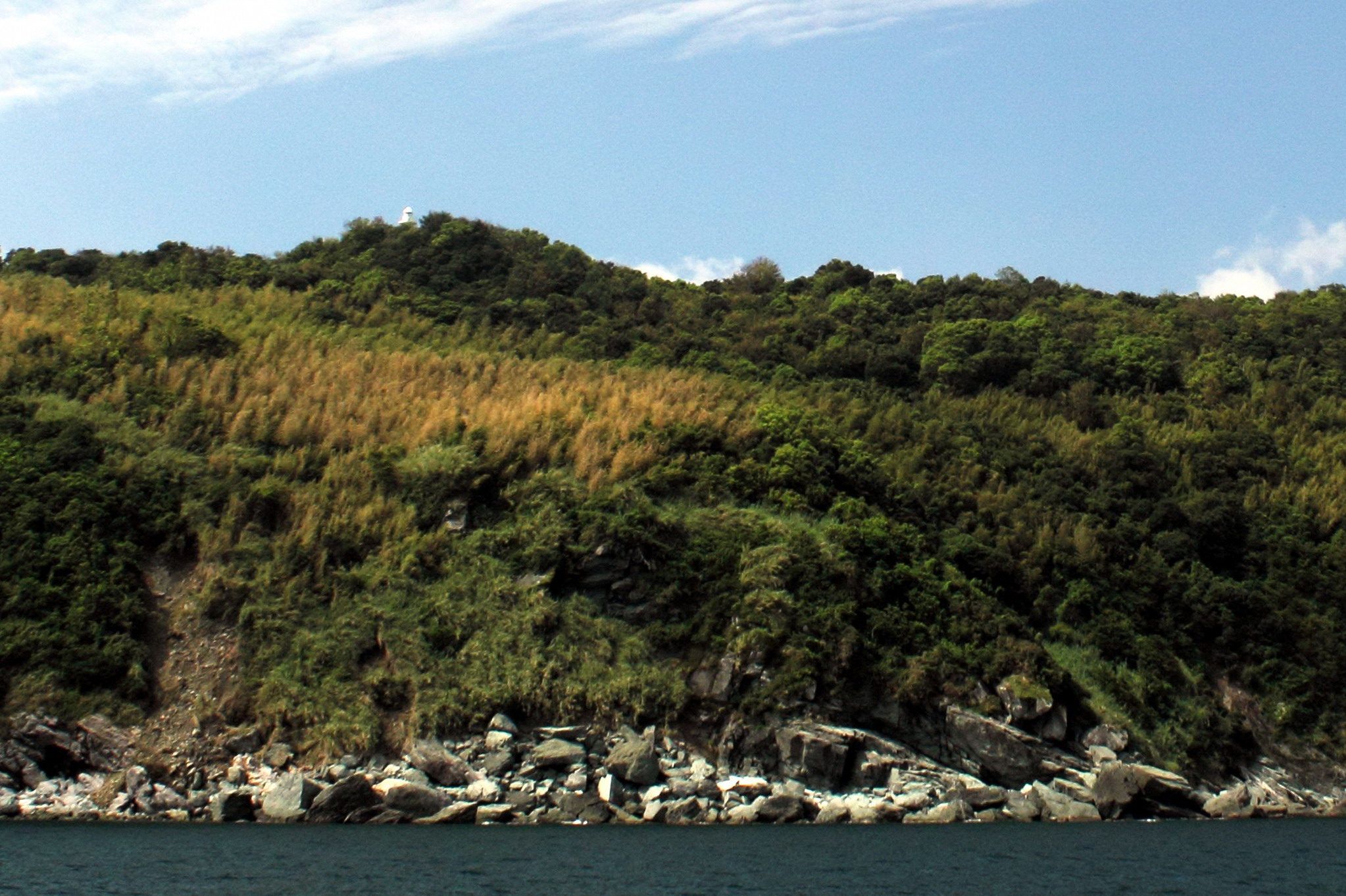
沼島灯台（沼島の南海上より）